# Penicillidia acuminata
Penicillidia acuminata är en tvåvingeart som beskrevs av Theodor 1963. Penicillidia acuminata ingår i släktet Penicillidia och familjen lusflugor. Inga underarter finns listade i Catalogue of Life.